# Gaby Dirne
Gabriel Antonius (Gaby) Dirne (Oudenbosch, 18 november 1931 – Breda, 3 januari 2018) was een Nederlands musicus, multi-instrumentalist, componist, tekstdichter, arrangeur, dirigent, producer, vertaler en manager.

## Levensloop
Gaby Dirne woonde vanaf zijn eerste levensjaar in Breda. Op negenjarige leeftijd werd hij lid van het Theresiajongenskoor onder leiding van Rector Fick en Coos van Overbeek. Zeer jong ging hij al studeren aan de Schola Cantorum. Nog voor zijn veertiende jaar behaalde hij de diploma’s 3e, 2e en 1e Cantor, (opleiding voor zang en solfège). Dit bleek een belangrijke ondergrond voor zijn latere carrière als musicus te zijn.
Intussen studeerde hij accordeon. Zijn belangstelling betrof klassieke muziek, jazz, dansmuziek, popmuziek en volksmuziek. Op 21–jarige leeftijd begon hij zijn eigen particuliere muziekschool annex muziekhandel. Hij was inmiddels gediplomeerd muziek- en zangleraar. Zijn leerlingen behaalden eerste prijzen tijdens nationale en internationale concoursen. Hij werd steeds actiever als componist. In 1964 moest het pand waarin zijn school en handel huisden, van gemeentewege gesloopt worden. Vanaf dat moment ging hij zich uitsluitend bezighouden met componeren, arrangeren en producen. Hij begon zijn eigen platenlabel Rigatone.

## Ensembles en orkesten
Al op 17-jarige leeftijd had hij zijn eigen band: 'The Sweet, Soft and Swingplayers'.
Daarna volgden 'Musette-ensemble Gaby Dirne', 'Gaby Dirne’s Multi-Sound-Orchestra', 'Gaby Dirne’s Jukeboxers', 'The Valentino's' en het 'Quintet Gaby Dirne'. Met dit kwintet kreeg hij de eervolle uitnodiging in de “Muzikale Meesterwerken Serie“ een ep uit te brengen. Van dit ensemble maakte onder andere de vermaarde gitarist Eddy Christiani deel uit.
Zijn grootste successen behaalde Dirne met The Valentino's (1969–1975). Zijn jongste broer Frank maakte ook deel uit van deze groep, net als gitarist Theo Martens. Buiten het feit dat hits werden gescoord waren zij vermaard als begeleidingsorkest voor vrijwel alle grote namen uit de Nederlandse muziekwereld, zoals Sandra & Andres, Ben Cramer, Imca Marina, Anneke Grönloh, Zangeres Zonder Naam, Patricia Paay, Willy Alberti, Johnny Jordaan, Bolland en Bolland en Ria Valk. Bovendien werden vele buitenlandse topartiesten die Nederland aandeden begeleid, bv. de Duitse schlagerzangers Freddy Breck, Tony Marshall en de Belgische zanger Louis Neefs. Hoogtepunt was een optreden met de Amerikaanse “Disco Queen” Donna Summer in het Hiltonhotel te Amsterdam. Er waren tournees door België, Duitsland en Suriname. Vanaf 1976 hield Dirne zich bezig met componeren en fungeren als jurylid tijdens concoursen en talentenjachten. In 1994 vormde hij zijn “Gaby Dirne’s Complesso“. Een sextet waarvan o.a Coby Vermeulen (piano/synthesizer) en Stephan van der Meyden (drums) deel uitmaakten. Hiermee nam hij een cd op met nummers uit het wereldrepertoire als “Misty", “Desafinado” en ”Streetlife”.

## Speciale gebeurtenissen
- In 1957 won hij in Frankrijk de Grand Prix voor Concertaccordeonisten.
- Optreden voor de koninklijke familie, toen bestaande uit koningin Juliana en prins Bernhard, die zijn 30-jarig jubileum vierde als hoofd van de Nederlandse Strijdkrachten.
- Medewerking als accordeonist op een lp van Charles Aznavour in de studio van Decca te Brussel.
- Tournee door Nederland met de TROS-Show
- De plaatopname in Parijs met David Alexander Winter van de Franstalige versie van zijn nummer “ Bella Donna“ voor het label Barclay.
- De productie voor Polydor Duitsland met de Mexicaanse filmster Leda Moreno. Zij zong zijn nummers “Es ist immer dieselbe Geschichte” en “In das Traumland der Liebe“.
- Hij was in de jaren zeventig een periode musical director van theatergroep “Funhouse”

## Componist-tekstdichter
In de jaren vijftig schreef hij de muziek voor de kinderoperette “Tijl Uilenspiegel in Breda" en de Bredase musical “Bruiloft in herberg de Vier Winden”. Hij kreeg belangstelling voor het schrijven van songs. Het eerste lied dat hij schreef, “De bedelaar van Parijs”, werd gezongen door de Zangeres Zonder Naam en haar broer Jerry Bey. Voor concertaccordeon schreef hij onder andere “20e Eeuw Rhapsodie“, “Fantasie nr.1“ en “Concertstuk in c-mineur“. Dit werd verplicht werk voor het Nationaal Concours voor Concertaccordeonisten. Kamermuziek voor piano en accordeon: “Nocturne”, “The Firm” en "Noches Argentinas“. Voor piano onder andere “Carezza“, “Anima con Animo“ en “Golden Star”.

## Dirigent-orkestleider-arrangeur
- In de periode 1955-1964 was hij dirigent van accordeonorkest “Crescendo” en mandolineorkest “De Snarenbrekers”.
- In de periode 1992-2000 van de All Ladies Big Band “Dutchess of Swing”.
- In de periode 1964–1976 was hij dirigent, orkestleider en arrangeur tijdens honderden opnamesessies in Nederlandse, Duitse en Belgische studio’s. Hij werkte toen met topmusici als Marcel Thielemans, Eddy Christiani, Kees Kranenburg, Harry de Groot, Sem Nijveen, Benny Behr en Harry Verbeke. Ook met topvocalisten als John de Mol sr., Dick Doorn, Letty de Jong en Maria Giovanni.
- Dirne schreef arrangementen voor onder andere het Metropole Orkest, Cascade onder leiding van Johnny Ombach, The Romancers onder leiding van Gerard van Krevelen en het orkest John Kristel.

## Multi-instrumentalist
Hij werd multi-instrumentalist door simpelweg alle instrumenten uit zijn muziekhandel te bestuderen. Daardoor is hij op platen en cd’s te horen op piano, orgel, accordeon, melodica, synthesizer, celesta, klavecimbel, vibrafoon, altsax, tenorsax, sopraansax, trompet, gitaar, bas en percussie-instrumenten.

## Radio- en tv-optredens
- Met accordeonorkest “Cresendo“ voor de AVRO-radio
- Met The Valentino’s voor de KRO-radio
- Met singer-songwriter Eric Devries in TROS-Muziekcafé
- Met The Valentino’s voor de tv in de Eddy Becker-Show. Samen met onder andere David Bowie, Helen Shapiro, Al Green en Ramses Shaffy.
- In een Carnaval-Show vanuit 's-Hertogenbosch voor Veronica tv
- Als gitarist met Yvonne de Nijs voor de Belgische tv
- Als multi-instrumentalist voor de Surinaamse tv
- Als jurylid tijdens talentenjacht voor TV-Oost
- Met Eric Devries voor AT5 te Amsterdam
- Hij presenteerde twee jaar lang een radioprogramma voor de Bredase lokale omroep Stads RTV Breda.

## Eigen label
Aangemoedigd door het succes met “De bedelaar van Parijs” begon hij zijn eigen label Rigatone. Hierop verscheen onder andere het nummer “Veronica” gezongen door Harry van Dongen. Dit werd een van de stationcalls van het toenmalige piratenstation Veronica. Rigatone werd overgenomen door Phonogram Records (Philips) waar hij freelanceproducer werd. Drang naar onafhankelijkheid bracht hem ertoe toch weer een label te beginnen: DERNY RECORDS. Aanvankelijk gedistribueerd door Polydor. Hierop verscheen onder andere het NAC-clublied, gezongen door Albert Brosens. Na de Polydorperiode ging hij met zijn Derny Records over naar platenmaatschappij Iramac, waarvan de directie bestond uit Willem Duys en Pim Jacobs.

## Verdi Music
In 1993 richtte hij zijn eigen platenmaatschappij en studio op: Verdi Music, gevestigd te Amstelveen. Op de labels Derny Records en GDM kreeg zijn werk een multicultureel karakter. Naast Nederlandse artiesten als Hans Somers, Perry Zuidam, Jan Boezeroen, Popkoor Da Capo, Eric Devries, Kelly en Ben, Henny Thijssen en de Brabantse zangeressen Sandra en Willemien Oostvogels werd opgenomen met onder andere James Lloyd (Mr. Keep on smiling) uit Jamaica, Donna Lynton (Amerikaanse), Claudio Araya (Chileen), Dennie Damaro (België).

## Discografie

### Singles
| Single                                | Uitbrengjaar | Artiest              | Label         | Notering                |
| ------------------------------------- | ------------ | -------------------- | ------------- | ----------------------- |
| Jimmy Walker                          | 1964         | Yvonne de Nijs       | Omega         | Top 40                  |
| De laatste dans                       | 1966         | Peter Koelewijn      | RaRa          |                         |
| Confuson in my mind                   | 1968         | Left Side            | Derny Records | Top 40                  |
| Don’t be upset                        | 1968         | The Sparks           | Derny Records |                         |
| Zij draagt ‘n ring                    | 1968         | Duo de Koning        | Derny Records | Top 40                  |
| Bloemen voor de vrouw waar ik van hou | 1968         | Duo de Koning        | Derny Records | Top 40                  |
| Eenmaal kom je toch weer bij mij      | 1969         | Duo de Koning        | Derny Records | Top 40                  |
| Mijn opa kocht ’n ouwe bas            | 1970         | Lion Kwintet         | Derny Records | Top 40                  |
| Bella Donna                           | 1971         | The Valentino’s      | Derny Records | Top 40                  |
| The Sousa                             | 1972         | The Valentino’s      | Derny Records |                         |
| Nog een kus Magdalena                 | 1979         | De Makkers           | Derny Records |                         |
| Alles of niets                        | 1995         | Dennie Damaro        | Derny Records | Top 40                  |
| Immaculata                            | 1995         | Dennie Damaro        | Derny Records | Top 40                  |
| Only a fool                           | 1996         | James Lloyd          | Derny Records |                         |
| Bella Donna                           | 1996         | James Lloyd          | Derny Records |                         |
| Keep on smiling                       | 1996         | Dennie Damaro        | Derny Records | Top 40                  |
| Kippenvel                             | 1997         | Dennie Damaro        | Derny Records | Tipparade               |
| Tears on my pillow                    | 1997         | Donna Lynton         | Derny Records | Top 15 radio Noordzee   |
| Miracle of miracles                   | 1997         | Donna Lynton         | Derny Records |                         |
| Lo mejor de mi                        | 2001         | Claudio Araya        | GDM           |                         |
| C’est si bon                          | 2001         | Willemien Oostvogels | Derny Records | Nederlandstalige Top 30 |
| Krap ‘ns even op mijn rug             | 2001         | Hans Somers          | Derny Records | Nederlandstalige Top 30 |
| Tame the gipsy in my                  | 2001         | Rudy Grünholz        | GDM           |                         |
| Ja, Ik wil                            | 2002         | Promise              | Derny Records |                         |
| Numero uno eres para mi               | 2002         | Kelly en Ben         | Derny Records | Nederlandstalige Top 30 |
| Lichaamstaal                          | 2003         | Perry Zuidam         | Derny Records | Top 100                 |
| If you think I’m foolish              | 2010         | Claudio Araya        | GDM           |                         |
| Your beauty shames the roses          | 2010         | Rudy Grünholz        | GDM           |                         |
| Return to love                        | 2010         | Rudy and Liliën      | GDM           |                         |
| The refugee                           | 2010         | Rudy Ray             | GDM           |                         |

### Albums
| Album                               | Uitbrengjaar | Artiest                                                           | Label         |
| ----------------------------------- | ------------ | ----------------------------------------------------------------- | ------------- |
| Feest met de Doorzakkers            | 1964         | De Doorzakkers o.l.v. Gaby Dirne                                  | Omega         |
| Dans je de hele nacht met mij       | 1964         | Diverse artiesten o.a. De Mounties, Kees de Lange, Yvonne de Nijs | Omega         |
| De dochter van de slager            | 1966         | Leo Kuysters                                                      | Polydor       |
| Feest met de Boemelbaronnen         | 1968         | De Boemelbaronnen o.l.v. Gaby Dirne                               | Derny Records |
| Liedjes voor bruiloften en partijen | 1969         | Koor en Orkest o.l.v. Gaby Dirne                                  | Derny Records |
| Duo De Koning                       | 1969         | Duo De Koning                                                     | Derny Records |
| Van vrouw tot vrouw                 | 1971         | Helga                                                             | Ariola        |
| Van Top tot teen                    | 1997         | Willemien Oostvogels                                              | Derny Records |
| Mooier dan mooi                     | 1997         | Dennie Damaro                                                     | Derny Records |
| Vanaf het begin                     | 2000         | Popkoor Da Capo                                                   | Derny Records |
| Tastbaar                            | 2001         | Henny Thijssen                                                    | Derny Records |
| Ik blijf zo ik ben                  | 2001         | Willemien Oostvogels                                              | Derny Records |
| Hier sta ik dan                     | 2001         | Hans Somers                                                       | Derny Records |
| Love story                          | 2002         | Willemien Oostvogels                                              | Derny Records |
| Tribute to the king                 | 2003         | Claudio Araya                                                     | GDM           |
| Om van te dromen                    | 2006         | Sandra                                                            | Derny Records |
| The Multi-Sound                     | 2010         | Gaby Dirne                                                        | GDM           |
| Gaby’s Complesso                    | 2010         | 6 musici o.l.v. Gaby Dirne                                        | GDM           |

Deze discografie is verre van volledig. Het is een greep uit nummers met een hitnotering of die anderszins succesvol waren.
Er zijn meer dan 800 producties van Gaby Dirne in omloop.